# Nicola Ventura
Nicola Ventura (Merate, 4 giugno 1975) è un pilota di rally e dirigente sportivo italiano, 10 volte Campione Italiano Piloti nel Campionato Italiano Energie Alternative, nel 2016 si laurea anche Campione del Mondo Piloti della FIA Alternative Energies Cup nella categoria IIIA riservata alle vetture elettriche.

## Biografia
Imprenditore nel campo dell'editoria ha fondato nel 2007 ecomotori.net; un portale d'informazione online con lo scopo di promuovere, comunicare e diffondere la cultura della mobilità sostenibile di cui ad oggi ne è il direttore editoriale.
Rifugge dalle tessere di giornalista o dell'etichetta di blogger rivendicando a sé il solo ruolo di informatore.
Nel 2012 ha dato vita ad Ecomotori Racing Team nel quale riveste il ruolo di Direttore Sportivo e di Pilota.

## Carriera Sportiva

### 2009 - 2014: Gli esordi nell'EcoRally Press
Debutta nelle competizione ad energie alternative nel 2009 ottenendo tre podi all'Ecorally San Marino - Città del Vaticano (secondo posto nel 2013 e terzo posto nel 2012 e 2014, vincendo in tutte le tre occasioni la categoria press).

### 2015: Il debutto da prima guida sulla 500 Abarth a metano
Nel 2015 ha vinto il Campionato Italiano Energie Alternative al primo anno da pilota ufficiale in coppia con il navigatore Guido Guerrini. Ha chiuso al terzo posto la FIA Alternative Energies Cup 2015, alle spalle di Artur Prusak e di Massimo Liverani. Durante la stagione, in coppia con il co-pilota Guido Guerrini ha vinto su Abarth 500, con installato un impianto a metano Cavagna Group / Bigas,  l'Eco Snow Trophy e il Rally di Montecarlo, ed ha ottenuto il secondo posto al Rally Eco Bulgaria e il terzo all'Ecorally della Mendola e all'Hi-Tech Ecomobility Rally.

### 2016: Il passaggio alle elettriche con il titolo Mondiale FIA
Nel 2016 si è laureato Campione del Mondo FIA Energie Alternative nella cat. IIIA Veicoli Elettrici con la Renault Zoe nella versione Q210. In coppia con il navigatore Guido Guerrini ha dominato 3 delle 4 gare del campionato 2016. Sempre su Renault Zoe si è aggiudicato anche il titolo di Campione Italiano Energie Alternative Aci Sport. È il primo a vincere il Campionato Italiano in entrambe le categorie (VII&VIII nel 2015 e IIIA nel 2016).

### 2017-20: Elettriche, il ritorno al biometano e lo stop per la pandemia Covid-19
Nel 2017 il nuovo regolamento di settore del Campionato Italiano Energie Alternative presenta importanti novità e per la prima volta le tre categorie concorrono tutte insieme per il Titolo Italiano Assoluto ed è ufficialmente l'obbiettivo stagionale. Ai vincitori delle classi di alimentazione (IIIA, VII e VIII), per la prima volta interamente separate, viene assegnato il Trofeo Nazionale di Categoria. Nel 2017 anche la FIA Alternative Energies Cup si evolve e, puntando sull'elettrico, diventa FIA e-Rally Cup.
Ventura si schiera ai nastri di partenza del Campionato con una Nissan Leaf dotata della batteria da 30 kWh per garantire maggiore autonomia. Il debutto al 2º EcoRally di Sanremo è la continuazione della stagione precedente e si conclude con una nuova vittoria. Il pilota brianzolo fa segnare un importante bis anche nel secondo appuntamento del campionato. Al termine del 12º EcoRally di SanMarino la Nissan Leaf di Ventura domina la classifica assoluta precedendo la Tesla Modes S 90D in un finale di gara punto a punto. Nonostante le due sole gare disputate è vice-campione del Mondo FIA e-Rally dietro all'alto atesino Fuzzy Kofler.
La stagione 2018 è segnata dalla rivoluzione nei regolamenti dei Campionati Italiani. Fa il suo debutto il Green Endurance - Campionato Italiano Energy Saving, un nuovo format esclusivamente dedicato alle vetture elettriche. Il Campionato si sviluppa su tre gare tutte e tre vinte da Ventura che, dopo la gara inaugurale di Cervesina navigato da Guido Guerrini, porta al debutto la 19enne Daniela Marchisio nelle successive gare di Carrara e di Torino. Al 43enne pilota Padernese va anche il Trofeo Italiano Energy Saving.
Nel 2019 il Campionato Italiano Green Endurance - Energy Saving si amplia a tutte le energie alternative. Ventura, dopo tre anni di successi con le vetture elettriche, torna sulla 500 Abarth del team, sempre con impianto Bigas/ Cavagna Group, ma che questa volta è alimentata con Biometano 100% rinnovabile prodotto dalla FORSU. Confermata al suo fianco la giovanissima navigatrice torinese Daniela Marchisio, Campionessa Italiana Green Endurance 2018. Il campionato si apre con la neonata AciComo EcoGreen, gara di casa per il pilota brianzolo, ed è subito vittoria; la prima per il biometano nelle competizioni italiane.
Il 2020 vede Ventura sempre impegnato con la 500 Abarth a biometano ma al suo fianco in veste di navigatrice torna Monica Porta, moglie e navigatrice delle gare d'esordio nelle competizioni green. A causa della pandemia Covid-19 il calendario è composto da 2 eventi per un totale di 4 gare ed il campionato viene privato dell'analisi dei consumi. Nelle prime due gare svolte a Merate l'equipaggio Ventura-Porta si impone con ampio margine. Pochi giorni prima della gara conclusiva del campionato in programma a Sondrio e saldamente in testa al campionato italiano con un breve comunicato sul sito il Team comunica di non partecipare alle gare rinunciando al campionato a causa del crescente contagio Covid-19.

### 2021: Storico triplete in tre differenti campionati
Il 2021 vede la nascita nuovi campionati varati da AciSport (Ice Challenge Green e Green Hill Climb) mentre il Green Endurance diventa un campionato economy run focalizzato esclusivamente sui consumi e sulle capacità di hypermiling degli equipaggi. 
La stagione si apre con la novità dell'Ice Challenge Green (gare sprint di regolarità a media su ghiaccio) che Ventura, navigato dalla moglie Monica Porta a bordo della 500 Abarth a biometano, si aggiudica vincendo 5 gare su 5.
Altra novità della stagione è il Green Hill Climb: gare sprint di regolarità a media in salita caratterizzate dall'assenza del navigatore. Ventura si schiera al via con una Abarth 124 Spider con impianto a biometano realizzato da Autogas Italia. Cinque vittore sulle otto gare in programma assegnano il 2º titolo stagionale dopo quello conquistato sul ghiaccio.
Il terzo titolo del 2021 arriva con il Green Endurance andato in scena con tre gare da circa 200 km ciascuna a Treviso nel mese di Dicembre. Per l'occasione Ecomotori Racing Team ha portato in gara un concept basato su una Renault Clio E-TECH Hybrid alla quale è stato abbinato un kit retrofit a biometano realizzato dall'italiana Ecomotive Solutions. Il format di gara totalmente incentrato sui consumi ha consentito a Nicola Ventura, navigato anche in questa occasione della moglie Monica Porta, di mettere in evidenza le tecniche di hypermiling vincendo tre gare su tre facendo registrare un consumo di appena 47 km con 1 kg di biometano.

### Direttore Sportivo
Come direttore sportivo dell'EcoMotori Racing Team ha vinto dal 2012 ad oggi 10 titoli mondiali e 13 titoli italiani.. 
Nel ruolo di Team Technical Manager ha curato la formazione l'equipaggio della Squadra Corse di Estra che ha vinto la 1000 Miglia Green 2021.

## Risultati nella FIA Alternative Energies Cup / FIA e-Rally Cup

### Pilota
| Stagione | Auto                     | Navigatori     | Gare | Vitt. | Podi | Punti | Class. |
| -------- | ------------------------ | -------------- | ---- | ----- | ---- | ----- | ------ |
| 2012     | Fiat Panda Natural Power | Monica Porta   | 1    | 0     | 1    | 12    | 10º    |
| 2013     | Abarth 500 LPG           | Monica Porta   | 1    | 0     | 1    | 16    | 9º     |
| 2014     | Abarth 500 LPG           | Monica Porta   | 2    | 0     | 1    | 16    | 9º     |
| 2015     | Abarth 500 CNG           | Guido Guerrini | 6    | 2     | 5    | 76    | 3º     |
| 2016     | Renault Zoe              | Guido Guerrini | 3    | 3     | 3    | 30    | 1º     |
| 2017     | Nissan Leaf              | Guido Guerrini | 3    | 2     | 2    | 20    | 2º     |
| Totale   | Totale                   | Totale         | 16   | 7     | 13   | 160   | -      |

## Risultati nel Campionato Italiano Energie Alternative

### Pilota
| Stagione | Auto                                 | Navigatori        | Gare | Vitt. | Podi | Punti   | Class. | Campionato                                                                         |
| -------- | ------------------------------------ | ----------------- | ---- | ----- | ---- | ------- | ------ | ---------------------------------------------------------------------------------- |
| 2012     | Fiat Panda Natural Power             | Monica Porta      | 1    | 0     | 1    | 12      | 6º     | Campionato Italiano Energie Alternative                                            |
| 2013     | Abarth 500 LPG                       | Monica Porta      | 1    | 0     | 1    | 16      | 4º     | Campionato Italiano Energie Alternative                                            |
| 2014     | Abarth 500 LPG                       | Monica Porta      | 2    | 0     | 1    | 20      | 5º     | Campionato Italiano Energie Alternative                                            |
| 2015     | Abarth 500 CNG                       | Guido Guerrini    | 3    | 2     | 3    | 46      | 1º     | Campionato Italiano Energie Alternative                                            |
| 2016     | Renault Zoe                          | Guido Guerrini    | 1    | 1     | 1    | 10      | 1º     | Campionato Italiano Energie Alternative                                            |
| 2017     | Nissan Leaf                          | Guido Guerrini    | 2    | 2     | 2    | 20      | 1º     | Campionato Italiano Energie Alternative (Titolo non assegnato nella stagione 2017) |
| 2018     | Renault Zoe                          | Daniela Marchisio | 2    | 2     | 2    | 60      | 1º     | Green Endurance - Campionato Italiano Energy Saving                                |
| 2018     | Renault Zoe                          | Guido Guerrini    | 1    | 1     | 1    | 30      | 1º     | Green Endurance - Campionato Italiano Energy Saving                                |
| 2019     | Abarth 500 BioMetano                 | Daniela Marchisio | 3    | 3     | 3    | 75      | 1º     | Green Endurance - Campionato Italiano Energy Saving                                |
| 2020     | Abarth 500 BioMetano                 | Monica Porta      | 2    | 2     | 2    | 50      | 3°     | Green Endurance - Campionato Italiano Energy Saving                                |
| 2021     | Abarth 500 BioMetano                 | Monica Porta      | 5    | 5     | 5    | 50      | 1°     | Ice Challenge Green (Campionato Italiano)                                          |
| 2021     | Abarth 124 BioMetano                 | --                | 8    | 5     | 7    | 164     | 1°     | Green Hill Climb (Campionato Italiano)                                             |
| 2021     | Renault Clio E-Tech Hybrid BioMetano | Monica Porta      | 3    | 3     | 3    | 75      | 1°     | Green Endurance - Campionato Italiano Energy Saving                                |
| 2022     | Abarth 124 BioMetano                 | --                | 24   | 16    | 22   | 597,5   | 1°     | Trofeo Green Hill Climb                                                            |
| 2022     | Renault Clio E-Tech Hybrid BioMetano | Monica Porta      | 3    | 2     | 3    | 82      | 1°     | Green Endurance - Campionato Italiano Energy Saving                                |
| 2023     | Renault Clio E-Tech Hybrid BioMetano | -                 | 15   | 14    | 15   | 567,25  | 1°     | Trofeo Green Hill Climb                                                            |
| 2023     | Renault Clio E-Tech Hybrid BioMetano | Monica Porta      | 3    | 3     | 3    | 75      | 1°     | Trofeo Green Endurance                                                             |
| 2023     | Opel Mokka-E                         | Daniela Marchisio | 1    | 1     | 1    | 37,5    | 1°     | Trofeo eRally (Trofeo non assegnato per mancato numero minimo di gare)             |
| Totale   | Totale                               | Totale            | 80   | 62    | 62   | 1987,25 | -      |                                                                                    |

## Palmarès

### Competizioni Nazionali
- Campionati Italiani
  - 2015 (Cat. VII&VIII) Campionato Italiano Energie Alternative su 500 Abarth metano
  - 2016 (Cat. IIIA) Campionato Italiano Energie Alternative su Renault Zoe elettrica
  - 2018 (Assoluto) Green Endurance - Campionato Italiano Energy Saving su Renault Zoe elettrica
  - 2019 (Assoluto) Green Endurance - Campionato Italiano Energy Saving su Abarth 500 a biometano
  - 2021 (Assoluto) The Ice Challenge Green - Campionato Italiano Energie Alternative Ghiaccio su Abarth 500 a biometano
  - 2021 (Assoluto) Green Hill Climb - Campionato Italiano Energie Alternative Montagna su 124 Abarth a biometano
  - 2021 (Assoluto) Green Endurance - Campionato Italiano Economy Run su Renault Clio E-Tech Hybrid a biometano
  - 2022 (Assoluto) Green Endurance - Campionato Italiano Economy Run su Renault Clio E-Tech Hybrid a biometano[69]
  - 2023 (Assoluto) Campionato Italiano Energie Alternative[70][71]
  - 2024 (Assoluto) Campionato Italiano Energie Alternative
- Trofei Italiani
  - 2018
    - Green Endurance - Trofeo Energy Saving su Renault Zoe elettrica

  - 2019
    - Green Endurance - Trofeo Energy Saving su Abarth 500 a biometano
    - Green Endurance - Trofeo Piloti Cat. VIII su Abarth 500 a biometano

  - 2022
    - Trofeo Green Hill Climb su Abarth 124 a biometano[69]

  - 2023
    - Trofeo Green Hill Climb su Renault Clio E-Tech Hybrid a biometano[66][71]
    - Trofeo Green Endurance su Renault Clio E-Tech Hybrid a biometano[67][71]

  - 2024
    - Trofeo Green Endurance su Renault Clio E-Tech Hybrid a biometano

### Competizioni Internazionali
- Mondiale FIA Energie Alternative: 1
  - 2016 (Cat. IIIA) su Renault Zoe elettrica

## Riconoscimenti
- Premio "Renault Z.E. Ambassador" nel 2016[73]